# Friedrich Wilhelm von Reden (Statistiker)

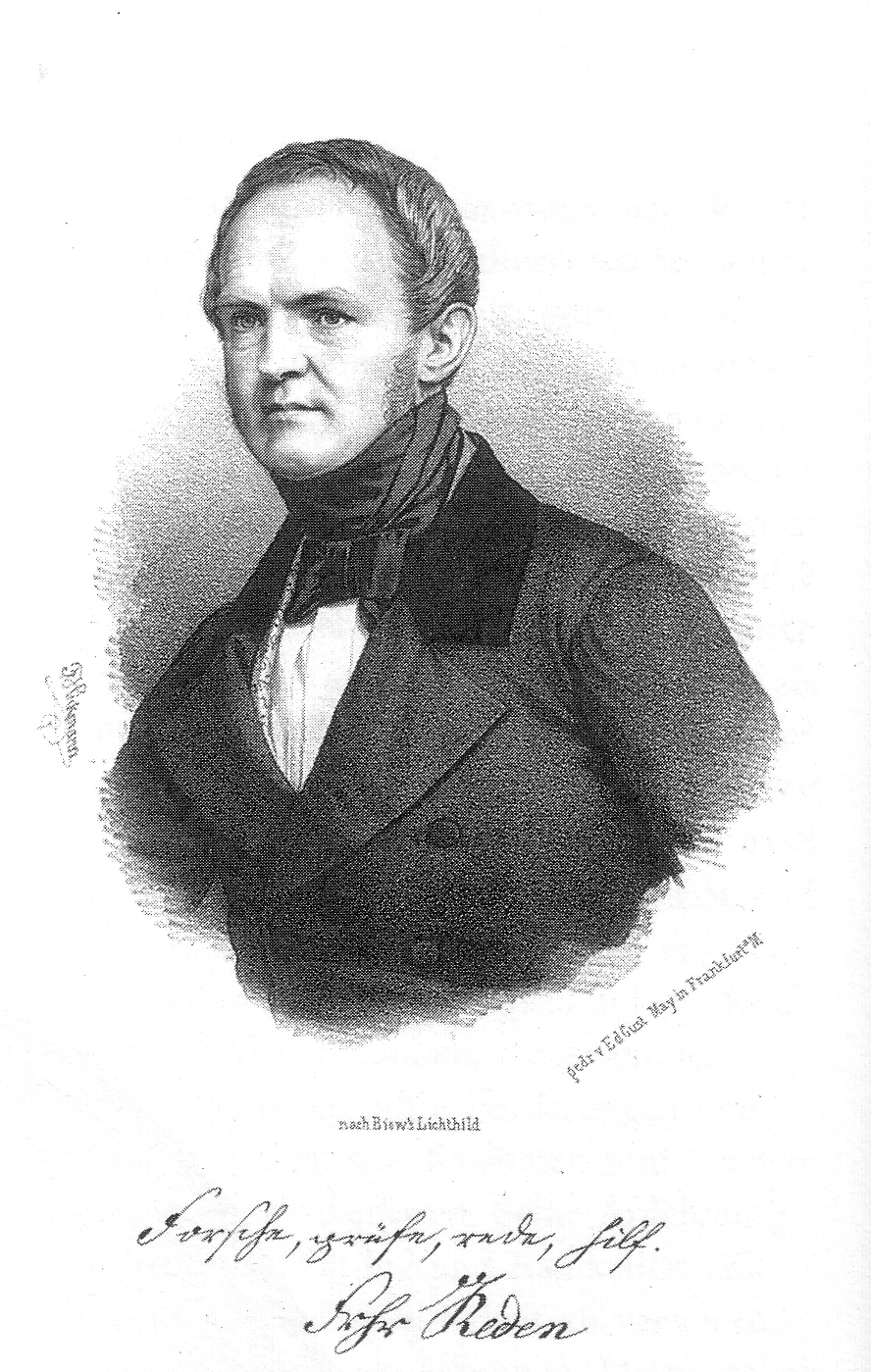
Friedrich Wilhelm von Reden

Friedrich Wilhelm Otto Ludwig Freiherr von Reden (Pseudonym Friedrich Wiemund) (* 11. Februar 1802 auf Schloss Wendlinghausen (Lippe); † 12. Dezember 1857 in Wien) war ein deutscher Statistiker und Politiker.

## Leben
Friedrich Wilhelm von Reden war ein Sohn des hannoverschen Oberstleutnants Klaus von Reden (1774–1840) und seiner Frau Philippine Auguste Amalie, geb. Freiin Knigge. Er besuchte Schulen in Lemgo und Detmold und studierte Rechtswissenschaften und Kameralwissenschaften in Göttingen. In Göttingen wurde er Mitglied des Corps Lunaburgia. Dort promovierte er auch 1823 zum Dr. iur. Im Jahr 1824 trat Reden in den hannoverschen Staatsdienst ein. Dort stieg es bis 1831 zum Hilfsreferenten im Handelsministerium auf. Seit 1832 gehörte Reden der ersten Kammer der hannoverschen Ständeversammlung an. Ein Jahr später war er der stellvertretende Generalsekretär und Redakteur der öffentlichen Mitteilungen der Kammerverhandlungen.

### Familie
Er heiratete in Stettin im Jahr 1841 Helene Loziczky de Baya (* 17. August 1815; † 23. Januar 1897). Das Paar hatte zwei Söhne und eine Tochter:
- Friedrich Johann (* 22. Juni 1842; † 14. März 1889), Herr auf Esbeck, Autor ⚭ Freiin Karola Döry von Jobahaza (* 15. Mai 1842; † 21. September 1925)[2]
- Alexander Franz Friedrich Wilhelm Karl (* 15. August 1845; † 5. August 1909) ab 1894 österreichischer Freiherr, k. k. Vizepräsident der Statthalterei für Tirol und Vorarlberg ⚭ 1872 Emelie Wlassack (* 13. April 1854)
- Helene Katharina Franziska Anna Klothilde (* 11. April 1849; † 1917) ⚭ Feodor Tilgner († 8. November 1882) preußischer Eisenbahnverkehrskontrolleur

## Politik
Im Parlament stellte Reden 1833 den Antrag, Verhandlungen über den Beitritt Hannovers zum Deutschen Zollverein aufzunehmen. Ein Jahr später war er einer der Mitbegründer des Gewerbevereins für das Königreich Hannover. Bis 1840 amtierte er als Generalsekretär dieser Organisation. Aus Protest gegen die Aufhebung der Verfassung im Jahr 1837 schied Reden aus dem Staatsdienst aus. In der Folgezeit war er als Autor tätig und unternahm Reisen durch Europa. Zwischen 1841 und 1843 war er Spezialdirektor, mithin leitender Angestellter, der Berlin-Stettiner Eisenbahngesellschaft. Im Jahr 1843 trat Reden als Referent für industrielle und Handelsangelegenheiten in das preußische Außenministerium ein. Er war einer der Organisatoren der Deutschen Gewerbeausstellung von 1844 in Berlin. Im Jahr 1846 war Reden Mitbegründer des Vereins für deutsche Statistik und war Redakteur des Vereinsblattes.
Nach dem Beginn der Revolution von 1848 wurde Reden in die Frankfurter Nationalversammlung gewählt. Dort war er Mitglied der Fraktion Westendhall. Er war u. a. Mitglied im Volkswirtschaftlichen Ausschuss. Reden war auch Berichterstatter für die deutsche Gewerbegesetzgebung im Plenum des Parlaments. In dieser Zeit war er vorübergehend auch Mitglied der zweiten Kammer des hannoverschen Parlamentes. Nachdem sich Reden auch nach dem Beginn der Gegenrevolution in Preußen für die Annahme der Paulskirchenverfassung einsetzte, wurde er als Beamter zunächst auf Wartegeld gesetzt.

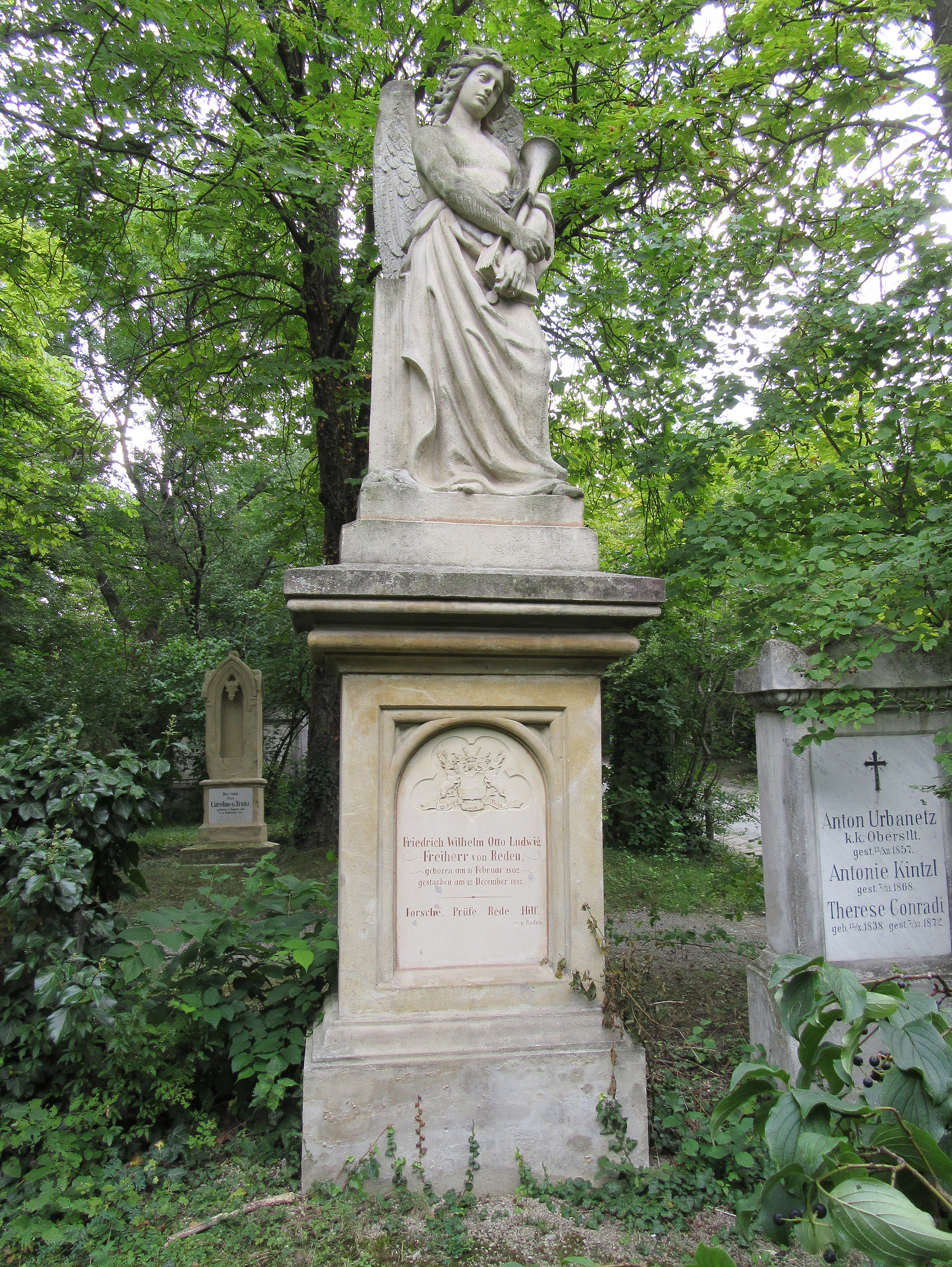
Grab von Friedrich Wilhelm von Reden auf dem Sankt Marxer Friedhof in Wien

Seither war Reden als freier Autor tätig und lebte seit 1854 in Wien. Dort nahm er 1857 kurz vor seinem Tod auch am internationalen Kongress für Statistik teil. Er gilt als ein Pionier der Statistik insgesamt und insbesondere der Finanzstatistik. Im Zentrum seiner Veröffentlichungen stand die Wirtschaftsstatistik und insbesondere die Eisenbahnstatistik. Im Jahr 1856 wurde er zum Mitglied der Leopoldina gewählt.
Reden gehörte – wie sein Großvater Adolph Freiherr Knigge – dem Bund der Freimaurer an.
Im Jahr 1955 wurde in Wien-Donaustadt (22. Bezirk) die Redengasse nach ihm benannt.

## Schriften (unvollständig)
- 1829: Novellen / von Friedrich Wimund, Zerbst: Kummer, 1829
  - Mikrofiche-Ausgabe der Edition Corvey: Wildberg: Belser Wissenschaftlicher Dienst, 1989–1990, ISBN 3-628-40927-6
- Adolf Freiherr von Knigge, Friedrich Wilhelm von Reden, Georg Osterwald: Die Reise nach Braunschweig, Hannover: Hahn 1839
  - 7. Auflage, hrsg. vom Enkel de Verfasser [Faksimilierter Neudruck der Ausgabe], in der Reihe Gabe der Bremer Bibliophilen Gesellschaft, Band 6, (Druck: Bremen: Engelke) 1929
- 1839: Friedrich Wilhelm von Reden: Das Königreich Hannover statistisch beschrieben, zunächst in Beziehung auf Landwirthschaft, Gewerbe und Handel; 2 Bände:
  - Zweite Abteilung. Verhältnisse des Verkehrs im Königreiche Hannover und den Nachbarstaaten; Wissenschaft und Kunst, Hannover im Verlage der Hahn'schen Hofbuchhandlung, 1839, S. 477; online über Google-Bücher
- in der Reihe Die Eisenbahnen in Europa und Amerika. Statistisch-geschichtliche Darstellung ihrer Entstehung, ihres Verhältnisses zu der Staatsgewalt, so wie ihrer Verwaltungs- und Betriebs-Einrichtungen (Nachdrucke der Ausgabe Berlin, Posen und Bromberg: Mittler, 1846) Frankfurt/Main: Keip, 1986
  - 1843: Abschnitt 1 (In Frakturschrift, enthält außerdem Abschnitt 2, Lfg. 1. (Die Österreichischen Eisenbahnen), Berlin; Posen; Bromberg: Mittler, 1843)
  - 1846: Abschn. 2., Lfg. 1., Suppl. - 1. Der oesterreichischen Eisenbahnen erste Fortsetzung
  - Abschn. 2., Lfg. 3., Suppl. - 3, (In Fraktur. - Enth. außerdem [u. a.]: Abschn. 2. Lfg. 4. Suppl. 4. Der Eisenbahnen der Herzogthümer Hessen-Darmstadt und Mecklenburg, des Kurfürstenthums Hessen, der Herzogthümer Braunschweig, Nassau und Schleswig-Holstein, sowie der in den Gebieten der freien Städte Frankfurt, Hamburg und Lübeck erste Fortsetzung. Abschn. 2, Lfg. 5, Suppl. 5. Der hannoverschen, baierischen und der Eisenbahnen auf dem Gebiete der freien Stadt Bremen erste Fortsetzung)
  - Abschn. 2., Lfg. 2. (Die preussischen Eisenbahnen)
  - Abschn. 2., Lfg. 3. (Die württembergischen, die badischen und die königl. und herzogl. sächsischen Eisenbahnen, enthält außerdem: Abschn. 2, Lfg. 4. (Die Eisenbahnen der Grossherzogthümer Hessen-Darmstadt und Mecklenburg, Nassau und Schleswig-Holstein, so wie in den Gebieten der freien Städte Frankfurt, Hamburg und Lübeck). Abschn. 2, Lfg. 5 (Die Eisenbahnen im Gebiete der freien Stadt Bremen))
- 1844: Allgemeine vergleichende Handels- und Gewerbs-Geographie und Statistik. Ein Handbuch für Kaufleute, Fabrikanten und Staatsmänner, auch Grundlage öffentlicher Vorträge in gewerblichen Lehr-Anstalten, so wie zu handelspolitischen und volkswirthschaftlichen Besprechungen, 2 Bände, Berlin: Enslin, 1844
  - als Mikrofiche und Reprint on Demand: Ann Arbor; London: University Microfilms International, 1980
- 1846: Denkschrift über die österreichische Gewerbe-Ausstellung in Wien 1845, deren Verhältnis zur Industrie des Deutschen Zollvereins und die gegenseitigen Handelsbeziehungen, Berlin: Schroeder, 1846
- ab 1847: Zeitschrift des Vereins für Deutsche Statistik, unter Mitarbeit mehrerer Mitarbeiter hrsg. von Friedrich Wilhelm von Reden, Verein für Deutsche Statistik, Berlin: Schneider [Nummern 1.1847 - 2.1848; damit Erscheinen eingestellt]
- 1853/54: Erwerbs- und Verkehrs-Statistik des Königstaats Preussen. In vergleichender Darstellung, Darmstadt: Jonghaus, 1853 (4 Teile)
  - Faksimile: Ann Arbor, Michigan, USA: University Microfilms International, 1981
- 1856: Die Staaten im Stromgebiet des La Plata in ihrer Bedeutung für Europa. (Aufsatz in Mittheilungen aus Justus Perthes' Geographischer Anstalt über wichtige neue Erforschungen auf dem Gesammtgebiete der Geographie, Band 2), Gotha: Justus Perthes, 1856
- 1856: Die Türkei und Griechenland in ihrer Entwicklungs-Fähigkeit : Eine geschichtlich-statistische Skizze, Frankfurt am Main: Völcker, 1856